# Альмендеровское сельское поселение
Альмендеровское се́льское поселе́ние — муниципальное образование в Апастовском районе Татарстана Российской Федерации.
Административный центр — село Альмендерово.

## История
Статус и границы сельского поселения установлены Законом Республики Татарстан от 31 января 2005 года № 8-ЗРТ «Об установлении границ территорий и статусе муниципального образования "Апастовский муниципальный район" и муниципальных образований в его составе»

## Население
| 2010 | 2011 | 2012 | 2013 | 2014 | 2015 | 2016 |
| ---- | ---- | ---- | ---- | ---- | ---- | ---- |
| 725  | ↘720 | ↘697 | ↘690 | ↘675 | ↘674 | ↘658 |
| 2017 | 2018 |      |      |      |      |      |
| ↘637 | ↘626 |      |      |      |      |      |

## Состав сельского поселения
| № | Населённый пункт | Тип населённого пункта       | Население |
| - | ---------------- | ---------------------------- | --------- |
| 1 | Азимово          | деревня                      |           |
| 2 | Альмендерово     | село, административный центр |           |
| 3 | Бурнашево        | село                         |           |